# Aktion Höss

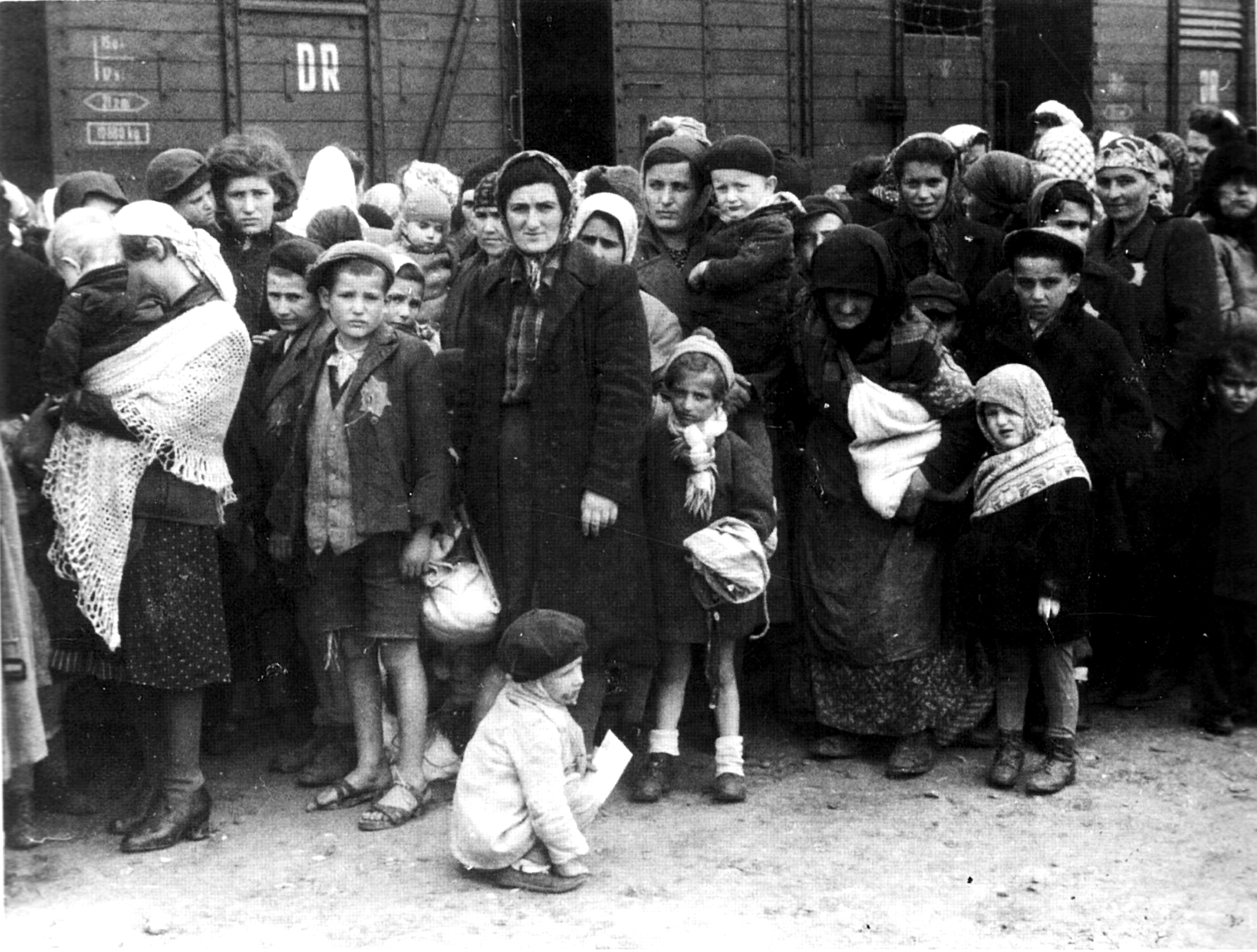
Groep Hongaarse Joden net na aankomst in Auschwitz II.

Aktion Höss was de codenaam voor de massamoord op de Hongaarse Joden door nazi-Duitsland tijdens de Tweede Wereldoorlog. De Hongaarse Joden werden van begin mei tot begin juli 1944 gedeporteerd naar Auschwitz. Een groot deel van de gedeporteerden kwam om het leven.

## Duitsland neemt macht over in Hongarije
Hongarije was tot 1944 een trouwe bondgenoot van de Duitsers. Horthy, staatshoofd van Hongarije, was zelf geen fascist of nazi, maar had de afgelopen decennia te maken met sterke oppositie van fascistische en nazistische groeperingen, waarvan de Pijlkruisers de belangrijkste was. Mede om deze groepen de wind enigszins uit de zeilen te nemen, had Horthy antisemitische maatregelen ingevoerd, naar Duits voorbeeld. Bovendien maakte hij handig gebruik van de politieke situatie om delen van buurlanden te annexeren.
Toen de Duitsers aan het oostfront terrein begon te verliezen, zocht Horthy contact met de geallieerden. Adolf Hitler werd hiervan op de hoogte gesteld en was daar niet van gediend. Hij liet de Wehrmacht op 19 maart 1944 het land binnenvallen en zette er zijn eigen regering op; Horthy bleef wel staatshoofd. In Hongarije waren de Joden wel vervolgd, maar nooit uitgeleverd aan de Duitsers. Met de nieuwe regering kwam hier verandering in. Premier van deze regering was Döme Sztójay, die weliswaar zelf geen nazi was, maar sterk nazistische sympathieën had en jarenlang in Berlijn had gewerkt en innig contact met hoge nazi´s had gehad. Hij legaliseerde de Pijlkruisers en benoemde nazi´s en antisemieten op sleutelposities. Zij dreven de Joden samen in getto's en doorvoerkampen. Er waren op dat moment 795.000 Joden in het land aanwezig.

## Deportaties en vergassingen
Deze grootschalige operatie vergde wel een goede leiding en daarom werd Rudolf Höß, op dat moment werkzaam voor Oswald Pohl, op 8 mei 1944 opnieuw aangesteld als kampcommandant van Auschwitz, waar de operatie zou worden uitgevoerd. De massale moordoperatie heette ook naar zijn uitvoerder, "Aktion Höss". In Auschwitz begon Höss direct met de voorbereidingen. De crematoria werden opgeknapt en verbeterd, zodat ze de grote vraag aankonden. Achter de crematoria werden diepe putten gegraven en het Sonderkommando werd uitgebreid.
Op 29 en 30 april vertrokken de eerste twee transporten richting Auschwitz. Ongeveer 3.800 mensen werden in twee treinen vervoerd. Vanaf 15 mei, na het aantreden van Höss, begonnen de grootschalige deportaties. Twee weken lang waren er geen Joden vanuit Hongarije aangekomen, maar vanaf dat moment vertrokken elke dag ongeveer 12.000 Joden naar Auschwitz. Ze werden bij aankomst direct naar de gaskamers gestuurd. Tot 9 juli 1944 werden er 437.402 in 151 treinen naar Auschwitz gedeporteerd en vermoord.
De slachtoffers moesten een treinreis van vier dagen afleggen, alvorens ze in Auschwitz aankwamen. De veewagens waren overvol en velen kwamen al om het leven door gebrek aan eten, drinken of voldoende zuurstof. Het grote aantal gedeporteerden bleek zo hoog te liggen dat de crematoria het grote aantal lijken niet konden verwerken. De lijken werden in de eerder gegraven putten achter de crematoria opgestapeld en verbrand.

## Einde van de deportaties
Horthy, onder druk staande van neutrale landen en de geallieerden, liet de deportaties van de Joden verbieden. Ze hadden Horthy gedreigd hem persoonlijk verantwoordelijk te houden voor alle deportaties uit Hongarije. De deportaties werden stilgelegd, mede omdat de Duitsers hun energie nu volledig op de oorlogsvoering moesten richten.
Op 14 juli probeerde Adolf Eichmann een transport met 1.500 Joden naar Auschwitz te krijgen, maar Horthy gaf het bevel te stoppen voordat de trein de grens passeerde. Op 19 juli ondernam Eichmann opnieuw een poging en ditmaal slaagde hij in zijn opzet. De 1.500 Joden werden naar Auschwitz gebracht en vergast.
Op 13 augustus arriveerde een klein transport van 131 Joden in Auschwitz en op 18 augustus eveneens. Dit laatste transport omvatte 152 Joden en was tevens het allerlaatste transport vanuit Hongarije. Hiermee kwam een einde aan Aktion Höss. Meer dan de helft van alle Hongaarse Joden was gedeporteerd en, het grootste deel daarvan, vermoord in Auschwitz. Eind augustus 1944 wist Horthy uiteindelijk Sztójay te vervangen, meeliftend op de toenemende ontevredenheid van de bevolking. Hiermee kwam voorlopig een einde aan de grootschalige deportaties. 
Toen Horthy echter vrede probeerde te sluiten werd hij in oktober 1944 zelf door de Duitsers afgezet en vervangen door Ferenc Szálasi. Deze vestigde een fascistisch schrikbewind dat een laatste golf van terreur en geweld ontketende. Tachtigduizend van de overlevende joden werden alsnog gedeporteerd en 15.000 werden ter plekke vermoord, terwijl ook zigeuners, communisten en andere politieke tegenstanders werden gedood. Uiteindelijk maakte de verovering van Hongarije door het Rode Leger in 1944-45 pas een einde aan de moorden en de deportaties.